# Bologna Football Club 1962-1963
Questa voce raccoglie le informazioni riguardanti il Bologna Football Club nelle competizioni ufficiali della stagione 1962-1963.

## Stagione
Nella Stagione 1962-1963 il Bologna disputa il campionato di Serie A, con 42 punti si piazza in quarta posizione, dietro all'Inter che vince il suo ottavo titolo ottenendo 49 punti, seconda la Juventus con 45 punti, terzo il Milan con 43 punti. Retrocedono in Serie B il Napoli con 27 punti, il Venezia con 22 punti ed il Palermo con 20 punti.
(Fulvio Bernardini dopo Bologna-Modena 7-1, 14 ottobre 1962).
L'estate del 1962 portò a Bologna il tedesco Helmut Haller, presente alla spedizione in terra cilena della sua Nazionale per i Mondiali. La squadra felsinea brillò soprattutto in avvio di campionato portandosi in testa alla quarta giornata, sospinta dalla puntualità sotto rete di Pascutti (a segno consecutivamente per dodici volte nei primi dieci turni): subì poi la rimonta di Juventus ed Inter, staccandosi dal vertice ed arrivando al giro di boa con un ritardo di due punti dai bianconeri. Lo stentato inizio del girone di ritorno costò ulteriore distacco dalle prime della classe: complice anche un reparto arretrato non impeccabile (a fine torneo le reti al passivo saranno trentanove, venti in più dell'Inter campione d'Italia) ed alcuni punti persi di troppo, il Bologna finisce solo al quarto posto. Con 58 reti il Bologna ha però segnato più di tutti in campionato, 2 reti in più dell'Inter, Harald Nielsen ha vinto la classifica dei marcatori con 19 reti a pari merito con il romanista Pedro Manfredini, in doppia cifra anche Ezio Pascutti autore di 14 reti.
In Coppa Italia la squadra felsinea elimina al primo turno la Sambenedettese, ma poi si ferma agli Ottavi di finale estromessa al Dall'Ara dal Torino ai rigori, l'incontro era terminato (2-2). Il quarto posto ottenuto nella stagione precedente consentì una parentesi internazionale con la partecipazione alla Coppa Mitropa, nella quale venne eliminata nei quarti di finale dalla squadra ungherese dell'MTK.

## Divise
| Casa | Trasferta | Portiere |

## Rosa
| N. |                   | Ruolo | Calciatore                |
| -- | ----------------- | ----- | ------------------------- |
|    | Italia (bandiera) | P     | Rino Rado                 |
|    | Italia (bandiera) | P     | Attilio Santarelli        |
|    | Italia (bandiera) | P     | Paolo Cimpiel             |
|    | Italia (bandiera) | D     | Bruno Capra               |
|    | Italia (bandiera) | D     | Mirko Pavinato (capitano) |
|    | Italia (bandiera) | D     | Carlo Furlanis            |
|    | Italia (bandiera) | D     | Francesco Janich          |
|    | Italia (bandiera) | D     | Edmondo Lorenzini         |
|    | Italia (bandiera) | D     | Lorenzo Nonino            |
|    | Italia (bandiera) | D     | Franco Marini             |
|    | Italia (bandiera) | D     | Paride Tumburus           |

| N. |                           | Ruolo | Calciatore         |
| -- | ------------------------- | ----- | ------------------ |
|    | Italia (bandiera)         | C     | Sidio Corradi      |
|    | Italia (bandiera)         | C     | Romano Fogli       |
|    | Italia (bandiera)         | C     | Bruno Franzini     |
|    | Italia (bandiera)         | C     | Giacomo Bulgarelli |
|    | Italia (bandiera)         | C     | Mario Rossini      |
|    | Germania Ovest (bandiera) | C     | Helmut Haller      |
|    | Italia (bandiera)         | C     | Antonio Renna      |
|    | Italia (bandiera)         | C     | Marino Perani      |
|    | Uruguay (bandiera)        | C     | Héctor Demarco     |
|    | Danimarca (bandiera)      | A     | Harald Nielsen     |
|    | Italia (bandiera)         | A     | Ezio Pascutti      |

## Calciomercato
| Acquisti | Acquisti      | Acquisti  | Acquisti   |
| R.       | Nome          | da        | Modalità   |
| -------- | ------------- | --------- | ---------- |
| C        | Sidio Corradi | Orbetello | prestito   |
| A        | Helmut Haller | Augusta   | definitivo |
| A        | Bruno Pace    | Pescara   | definitivo |

| Cessioni | Cessioni      | Cessioni     | Cessioni             |
| R.       | Nome          | a            | Modalità             |
| -------- | ------------- | ------------ | -------------------- |
| C        | Sidio Corradi | Orbetello    | risoluzione prestito |
| A        | Luís Vinício  | L.R. Vicenza | definitivo           |

## Risultati

### Serie A

#### Girone di andata
| Arbitro: | Di Tonno (Lecce) |

|                         |           |          |
| Perani 11’ Pascutti 27’ | Marcatori | 47’ Puia |

| Arbitro: | Jonni (Macerata) |

|  |           |                              |
|  | Marcatori | 6’ Pascutti 36’, 71’ Nielsen |

| Arbitro: | Angonese (Mestre) |

|                              |           |  |
| Pascutti 1’ Nielsen 53’, 82’ | Marcatori |  |

| Arbitro: | Rigato (Mestre) |

|                                          |           |              |
| Rossi 14’ Crippa 15’ Bruno Siciliano 58’ | Marcatori | 48’ Pascutti |

| Arbitro: | De Marchi (Pordenone) |

|                                                            |           |             |
| Pascutti 2’, 50’, 83’ Nielsen 42’, 57’, 85’ Bulgarelli 67’ | Marcatori | 60’ Goldoni |

| Arbitro: | Gambarotta (Genova) |

|                |           |                                               |
| Mereghetti 10’ | Marcatori | 13’ Pascutti 28’ Bulgarelli 82’ (rig.) Haller |

| Arbitro: | Lo Bello (Siracusa) |

|                                            |           |                     |
| Pascutti 5’ Bulgarelli 23’, 80’ Haller 32’ | Marcatori | 76’ (rig.) De Souza |

| Arbitro: | Jonni (Macerata) |

|                                         |           |              |
| Del Vecchio 34’ Rivera 35’ Altafini 67’ | Marcatori | 77’ Pascutti |

| Arbitro: | Gambarotta (Genova) |

|                             |           |              |
| Orlando 3’, 10’ Charles 58’ | Marcatori | 76’ Pascutti |

| Arbitro: | Francescon (Padova) |

|              |           |  |
| Pascutti 17’ | Marcatori |  |

| Arbitro: | De Marchi (Pordenone) |

|                                  |           |                                        |
| Da Silva 10’ Vincenzi 48’ (rig.) | Marcatori | 40’ Renna 49’ Perani 62’ (rig.) Haller |

| Arbitro: | Marchese (Napoli) |

|                                      |           |  |
| Nielsen 3’, 21’, 77’ Haller 38’, 80’ | Marcatori |  |

| Arbitro: | Lo Bello (Siracusa) |

|  |           |                                     |
|  | Marcatori | 12’, 29’ Jair 60’ Maschio 79’ Corso |

| Arbitro: | Rigato (Mestre) |

|                                     |           |            |
| Seminario 34’ Petris 41’ Hamrin 64’ | Marcatori | 16’ Haller |

| Arbitro: | Di Tonno (Lecce) |

|                                               |           |                         |
| Perani 18’ (rig.) Nielsen 37’, 85’ Haller 75’ | Marcatori | 55’ Fanello 82’ Corelli |

| Arbitro: | Genel (Trieste) |

|  |           |               |
|  | Marcatori | 15’ Lorenzini |

| Arbitro: | Campanati (Milano) |

|             |           |             |
| Nielsen 14’ | Marcatori | 32’ Firmani |

#### Girone di ritorno
| Vicenza 20 gennaio 1963 18ª giornata | Lanerossi Vicenza   | 0 – 0 | Bologna | Stadio Romeo Menti\| Arbitro: \| Gambarotta (Genova) \| |
| Arbitro:                             | Gambarotta (Genova) |       |         |                                                         |

| Bologna 27 gennaio 1963 19ª giornata | Bologna           | 0 – 0 | Venezia | Stadio Comunale\| Arbitro: \| Marchese (Napoli) \| |
| Arbitro:                             | Marchese (Napoli) |       |         |                                                    |

| Palermo 3 febbraio 1963 20ª giornata | Palermo          | 0 – 0 | Bologna | Stadio La Favorita\| Arbitro: \| Sbardella (Roma) \| |
| Arbitro:                             | Sbardella (Roma) |       |         |                                                      |

| Arbitro: | Jonni (Macerata) |

|             |           |                         |
| Nielsen 60’ | Marcatori | 27’ Del Sol 77’ Miranda |

| Arbitro: | Lo Bello (Siracusa) |

|  |           |             |
|  | Marcatori | 89’ Nielsen |

| Arbitro: | Angonese (Mestre) |

|              |           |  |
| Pascutti 88’ | Marcatori |  |

| Arbitro: | Francescon (Padova) |

|  |           |              |
|  | Marcatori | 77’ Pascutti |

| Arbitro: | Gambarotta (Genova) |

|             |           |                        |
| Nielsen 17’ | Marcatori | 8’ Altafini 28’ Rivera |

| Bologna 17 marzo 1963 26ª giornata | Bologna             | 0 – 0 | Roma | Stadio Comunale\| Arbitro: \| Lo Bello (Siracusa) \| |
| Arbitro:                           | Lo Bello (Siracusa) |       |      |                                                      |

| Arbitro: | Marchese (Napoli) |

|  |           |            |
|  | Marcatori | 58’ Haller |

| Arbitro: | D'Agostini (Roma) |

|                                    |           |               |
| Franzini 37’ Nielsen 44’, 76’, 77’ | Marcatori | 86’ Brighenti |

| Arbitro: | Jonni (Macerata) |

|              |           |                |
| Benaglia 40’ | Marcatori | 84’ Bulgarelli |

| Arbitro: | De Marchi (Pordenone) |

|                                         |           |                  |
| Suarez 39’ Jair 46’, 86’ Di Giacomo 81’ | Marcatori | 5’ (aut.) Zaglio |

| Arbitro: | Genel (Trieste) |

|                                       |           |                     |
| Perani 44’ (rig.) Rimbaldo 70’ (aut.) | Marcatori | 14’ (rig.) Marchesi |

| Bari 5 maggio 1963 32ª giornata | Napoli           | 0 – 0 | Bologna | Stadio della Vittoria\| Arbitro: \| Sbardella (Roma) \| |
| Arbitro:                        | Sbardella (Roma) |       |         |                                                         |

| Arbitro: | Adami (Roma) |

|                          |           |                          |
| Renna 52’ Bulgarelli 63’ | Marcatori | 15’ Sormani 32’ Giagnoni |

| Arbitro: | Jonni (Macerata) |

|           |           |  |
| Galli 18’ | Marcatori |  |

### Coppa Italia
| Arbitro: | Sbardella (Roma) |

|  |           |                   |
|  | Marcatori | 67’ (rig.) Perani |

| Arbitro: | Angonese (Mestre) |

|                      |                      |                       |
| Rossini 4’ Haller 5’ | Marcatori            | 51’ Peiró 63’ Piaceri |
| Haller               | Tiri di rigore 3 – 4 | Locatelli             |

### Coppa Mitropa
| Arbitro: | Haberfellner |

|          |           |             |
| Kuti 14’ | Marcatori | 78’ Demarco |

| Arbitro: | Skoric |

|  |           |          |
|  | Marcatori | 59’ Kuti |

## Statistiche

### Statistiche di squadra
| Competizione  | Punti | In casa | In casa | In casa | In casa | In casa | In casa | In trasferta | In trasferta | In trasferta | In trasferta | In trasferta | In trasferta | Totale | Totale | Totale | Totale | Totale | Totale | DR  |
| Competizione  | Punti | G       | V       | N       | P       | Gf      | Gs      | G            | V            | N            | P            | Gf           | Gs           | G      | V      | N      | P      | Gf     | Gs     | DR  |
| ------------- | ----- | ------- | ------- | ------- | ------- | ------- | ------- | ------------ | ------------ | ------------ | ------------ | ------------ | ------------ | ------ | ------ | ------ | ------ | ------ | ------ | --- |
| Serie A       | 42    | 17      | 10      | 4       | 3       | 39      | 18      | 17           | 7            | 4            | 6            | 19           | 21           | 34     | 17     | 8      | 9      | 58     | 39     | +19 |
| Coppa Italia  | -     | 1       | 0       | 1       | 0       | 2       | 2       | 1            | 1            | 0            | 0            | 1            | 0            | 2      | 1      | 1      | 0      | 3      | 2      | +1  |
| Coppa Mitropa | -     | 1       | 0       | 0       | 1       | 0       | 1       | 1            | 0            | 1            | 0            | 1            | 1            | 2      | 0      | 1      | 1      | 1      | 2      | -1  |
| Totale        | -     | 19      | 10      | 5       | 4       | 41      | 21      | 19           | 8            | 5            | 6            | 21           | 22           | 38     | 18     | 10     | 10     | 62     | 43     | +19 |

### Statistiche dei giocatori
Nel conteggio dei gol realizzati in campionato si aggiungano due autoreti a favore.
| Giocatore     | Serie A  | Serie A | Coppa Italia | Coppa Italia | Coppa Mitropa | Coppa Mitropa | Totale   | Totale |
| Giocatore     | Presenze | Reti    | Presenze     | Reti         | Presenze      | Reti          | Presenze | Reti   |
| ------------- | -------- | ------- | ------------ | ------------ | ------------- | ------------- | -------- | ------ |
| G. Bulgarelli | 30       | 7       | 1            | 0            | -             | -             | 31       | 7      |
| B. Capra      | 20       | 0       | 2            | 0            | 2             | 0             | 24       | 0      |
| P. Cimpiel    | 12       | -14     | 1            | -2           | 0             | -0            | 13       | -16    |
| S. Corradi    | -        | -       | -            | -            | 2             | 0             | 2        | 0      |
| H. Demarco    | 1        | 0       | 1            | 0            | 2             | 1             | 4        | 1      |
| R. Fogli      | 27       | 0       | -            | -            | 2             | 0             | 29       | 0      |
| B. Franzini   | 15       | 1       | 2            | 0            | 2             | 0             | 19       | 1      |
| C. Furlanis   | 15       | 0       | 1            | 0            | 2             | 0             | 18       | 0      |
| H. Haller     | 34       | 8       | 2            | 1            | -             | -             | 36       | 9      |
| F. Janich     | 32       | 0       | 1            | 0            | 1             | 0             | 34       | 0      |
| E. Lorenzini  | 18       | 1       | 1            | 0            | 0             | 0             | 19       | 1      |
| F. Marini     | 1        | 0       | -            | -            | -             | -             | 1        | 0      |
| H. Nielsen    | 29       | 19      | 0            | 0            | -             | -             | 29       | 19     |
| L. Nonino     | -        | -       | -            | -            | 1             | 0             | 1        | 0      |
| E. Pascutti   | 18       | 14      | 1            | 0            | -             | -             | 19       | 14     |
| M. Pavinato   | 22       | 0       | 2            | 0            | -             | -             | 24       | 0      |
| M. Perani     | 17       | 4       | 2            | 1            | 0             | 0             | 19       | 5      |
| R. Rado       | 13       | -12     | -            | -            | 2             | -2            | 15       | -14    |
| A. Renna      | 31       | 2       | 2            | 0            | 2             | 0             | 35       | 2      |
| M. Rossini    | -        | -       | 1            | 1            | -             | -             | 1        | 1      |
| A. Santarelli | 9        | -13     | 1            | -0           | -             | -             | 10       | -13    |
| P. Tumburus   | 30       | 0       | 1            | 0            | 1             | 0             | 32       | 0      |